# Trichogrammatoidea prabhakeri
Trichogrammatoidea prabhakeri är en stekelart som beskrevs av Nagaraja 1979. Trichogrammatoidea prabhakeri ingår i släktet Trichogrammatoidea och familjen hårstrimsteklar. Inga underarter finns listade i Catalogue of Life.